# Ove Edfors
Bengt Ove Edfors, född 9 september 1966 i Örnsköldsvik, är en svensk forskare och professor i radiosystem.
Edfors erhöll sin civilingenjörsexamen i datateknik 1990 och doktorsexamen i signalbehandling 1996, båda från Luleå tekniska universitet. Våren 1997 var han vikarierande lektor på avdelningen för signalbehandling på Luleå tekniska universitet. Hösten 1997 började Edfors arbeta på Lunds tekniska högskola, på dåvarande Institutionen för tillämpad elektronik. 
Sedan 2002 är Edfors professor i radiosystem på institutionen för elektro- och informationsteknik vid Lunds universitet. 
Edfors forskningsintressen inkluderar radiosystem, statistisk signalbehandling och lågkomplexitetsalgoritmer med tillämpningar inom telekommunikation.